# Семенкино (Новгородська область)
Семенкино (рос. Семёнкино) — присілок в Мошенському районі Новгородської області Російської Федерації.
Населення становить 60 осіб. Входить до складу муніципального утворення Орєховське сільське поселення.

## Історія
Від 2004 року входить до складу муніципального утворення Орєховське сільське поселення.

## Населення
| 2010 |
| ---- |
| 60   |